# Kepler-62 e
Kepler-62 e — четвёртая по удалённости экзопланета, обнаруженная у звезды Kepler-62, находящейся в созвездии Лиры. Она вместе с планетой Kepler-62 f может быть обитаемой. Она в полтора раза больше Земли, значит может удержать атмосферу. Учёные предполагают, что эта планета может быть полностью покрыта океаном.

## История открытия
Планета Kepler-62 e была открыта в 2013 году вместе с другими планетами системы у оранжевого карлика Kepler-62 космическим телескопом «Кеплер», наблюдающим за звёздными транзитами. Учёные считают, что две последние планеты этой системы могут быть обитаемы.

## Жизнепригодность
Индекс SPH экзопланеты Kepler-62 e составляет 0.96, т. е. выше, чем у Земли. Если смотреть эффективную земную орбиту звезды Kepler-62, то эта планета всего на 7 % ближе к своей звезде, чем Земля. Однако если учесть коэффициент температуры звезды (которая на 9 % ниже температуры на Солнце) и 7-ми процентную разность расстояний с эффективной земной орбитой, то получается, что при атмосферном давлении 100 кПа её средняя температура будет составлять примерно 17 градусов по Цельсию, т. е. она будет являться «курортом с вечной весной», средняя температура на её поверхности будет на 16% выше, чем средняя температура на Земле (15 °C). Но если плотность её атмосферы будет такая же, как у Земли, то на ней не будет полярных шапок, возможно, её будет окутывать стокилометровый слой воды (гидросфера). Из-за этого на ней будет большой парниковый эффект. Чтобы быть главным претендентом на звание «Земля 2.0», она должна иметь атмосферу, которая на 3—4 % менее плотная, нежели земная, т. к. это довольно значительная разница, и при этом на ней должно быть хотя бы 15 % суши, иначе она будет термопланетой-океаном с парниковой атмосферой, и её средняя температура будет значительно выше, чем 17 °C (около 25 °C, Гибралтар, Марокко, т. е. полупустыня). Но даже при неблагоприятном стечении обстоятельств в её сверхокеане будут почти идеальные условия для существования подводной жизни. И при этом вероятность зарождения на этой планете хотя бы одноклеточных организмов равна примерно 70—80 %, так как для этого существуют все необходимые условия. Также на это указывает высокое значение индекса ESI, равное 0.86.
Но, скорее всего, она имеет атмосферу, которая в 1,5—2 раза плотнее земной, т. к. на это указывает имеющий научное основание индекс HZA, значение которого составляет +0.04, т. е. на целых 56 пунктов выше, чем значение земного индекса HZA (-0.52), и плотность её атмосферы должна составлять примерно 196 кПа.
При температуре ~114 °C возле экватора никакой жизни не будет нигде, кроме полюсов. Если на этой планете есть наклон оси, это позволит организмам находиться в зимнем полушарии и кочевать (перелетать) в другое, если становится жарко. Главное, чтобы наклон не был слишком большим, иначе в процессе перехода животным придётся преодолевать слишком широкий жаркий пояс освещённости.

## Сравнение с Землёй

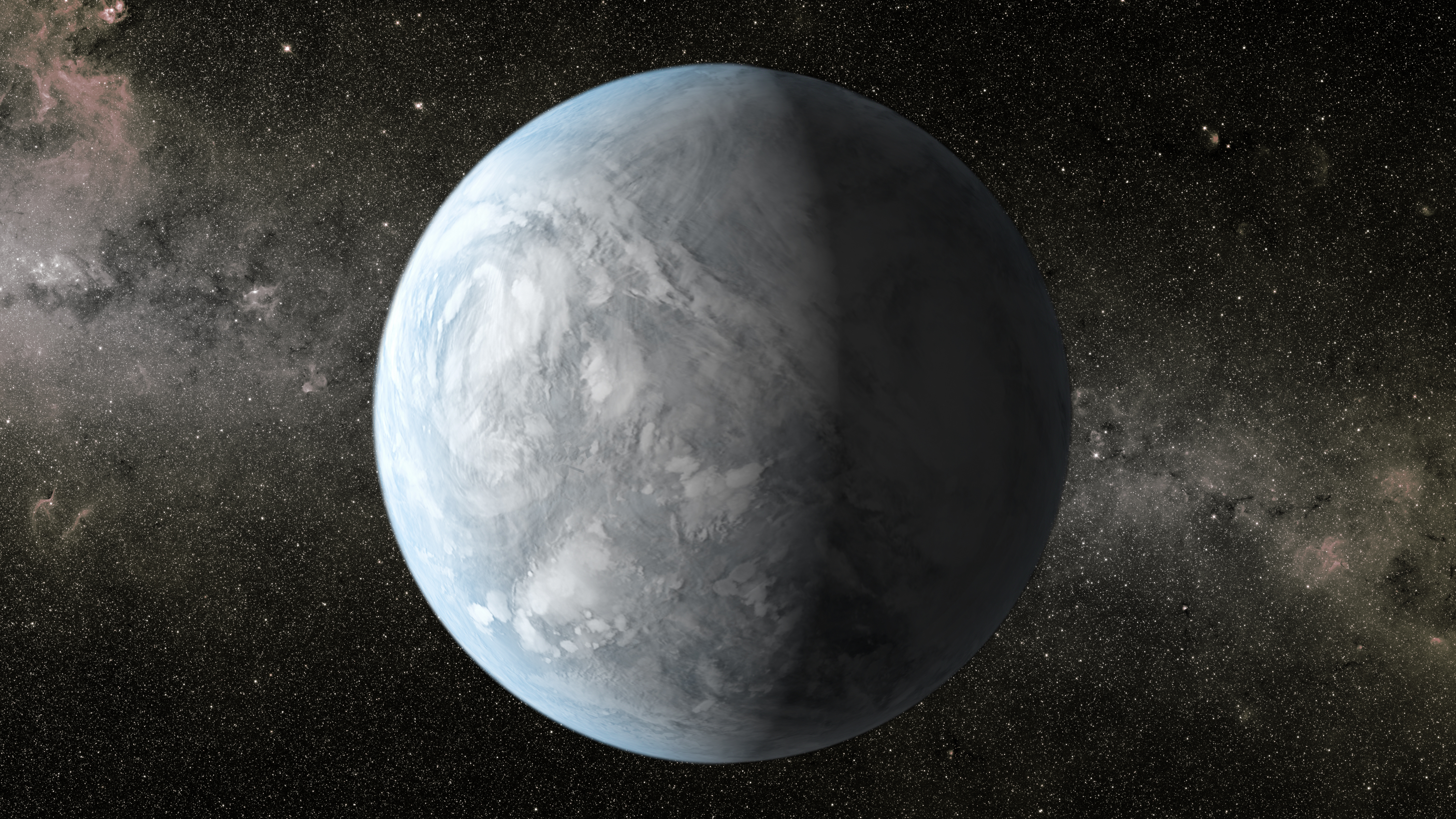
Kepler-62 e в представлении художника

Ниже представлены сравнительные характеристики Земли и Kepler-62e:
| #   | Название   | ESI  | SPH  | HZD   | HZC   | HZA   | pClass            | hClass      | Расстояние (св. лет) | Статус         | Год открытия   |
| --- | ---------- | ---- | ---- | ----- | ----- | ----- | ----------------- | ----------- | -------------------- | -------------- | -------------- |
| N/A | Земля      | 1.00 | 0.72 | -0.50 | -0.31 | -0.52 | тёплая земля      | мезопланета | 0                    | не экзопланета | доисторический |
| 1   | Kepler-62e | 0.86 | 0.96 | -0.63 | -0.15 | +0.04 | тёплая суперземля | мезопланета | 1200                 | подтверждена   | 2013           |

Несмотря на то, что масса экзопланеты в 3 раза больше земной, сила тяжести там всего на 17,3 % больше, чем на Земле.